# المدرسة العليا للأساتذة

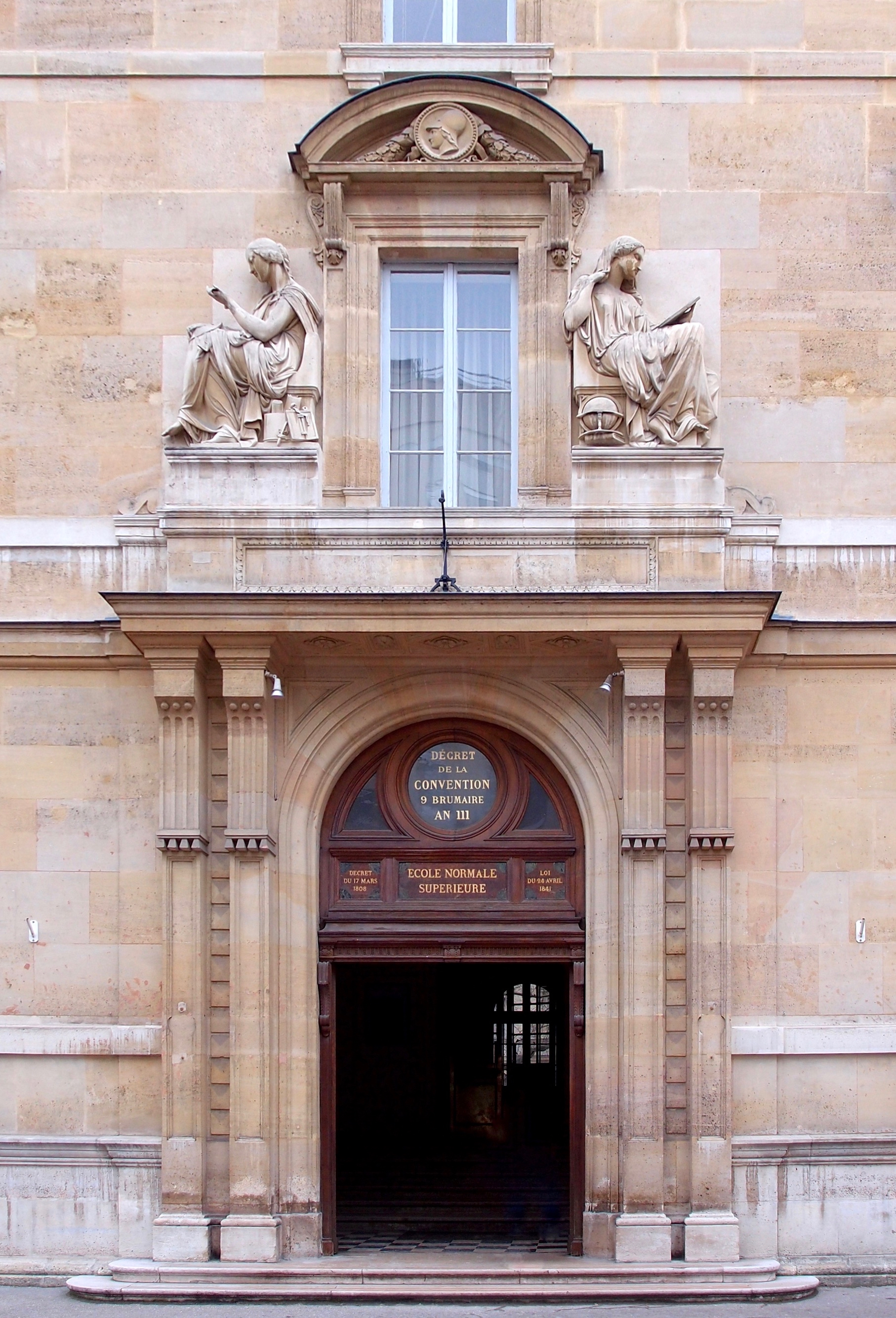
واجهة المدرسة العليا للأساتذة

المدرسة العليا للأساتذة (بالفرنسية: École normale supérieure)‏ (يلفظ: إيكول نورمال سوبيريور)؛ هي مؤسسة تعليم عالٍ في فرنسا. أسست أثناء الثورة الفرنسية في 30 تشرين الأول/أكتوبر سنة 1794، فتحت المدرسة أبوابها في كانون الثاني/يناير عام 1795 ولكنها وبسبب الوضع الاقتصادي والسياسي الصعب في تلك الفترة، تم إغلاقها لفترة قصيرة، بعد عقد من الزمن وفي 17 آذار/مارس عام 1808 تم تأسيسها من جديد على يد نابليون بونابارت. في 9 آذار/مارس عام 1826، أُسست المدرسة التحضيرية (École préparatoire) التي تحضر للمدرسة العليا للأساتذة والتي كانت في محيط مدرسة لويس الكبير الثانوية (Lycée Louis-le-Grand).
المدرسة اليوم مكونة من الدمج الذي جرى عام 1985 بين المدرسة العليا للأساتذة في شارع أولم والمدرسة العليا للأستاذات الفتيات (بالفرنسية: École normale supérieure de jeunes filles)‏ في شارع سيفر. تأسست المدرسة العليا للأساتذة لهدف أساسي وهو أن تكون مؤسسة عامة لتكوين الأساتذة، ولكنها في النهاية تحولت لتكون معهداً عالياً جدًا فلا يلتحق بها إلا نخبة معدودة من التلاميذ بعد أن نجحوا في مباراة تمتحن من خلالها ثقافتهم العامة ومدى تضلعهم من الاختصاص الذي اختاروه، وبالتالي أصبح معهداً لتكوين الباحثين والأساتذة الجامعيين بالإضافة إلى كبار رجال الدولة، المعهد يتركز بالتعليم عن طريق البحث العلمي وهذا ما جعله يخرّج منه أشهر العلماء فرنسا في كافة مجالات المعرفة.

## المؤسسة
المدرسة العليا للأساتذة هي مدرسة عُليا، ومؤسسة فرنسية للتعليم العالي وهي منفصلة عن الإطار الرئيسي لنظام الجامعات العامة الفرنسية ولكنها موازية ومتصلة به. على غرار رابطة اللبلاب في الولايات المتحدة، وأوكسبريدج في المملكة المتحدة، ورابطة C9 League في الصين، تُعد المدارس العليا بشكل عام مؤسسات أكاديمية راقية تقبل الطلاب من خلال عملية تنافسية شديدة. 
عادةً ما يكون لدى المدارس العليا أحجام فصول دراسية وهيئات طلابية أصغر بكثير من الجامعات العامة في فرنسا، ويتم تدريس العديد من برامجها باللغة الإنجليزية، وفي حين أن معظمها أكثر تكلفة من الجامعات الفرنسية، إلا أن المدرسة العليا تفرض نفس الرسوم الدراسية لتلك الجامعات: ففي العام 2021/2022 ، كان الثمن 243 يورو للتسجيل للحصول على درجة الماجستير. 
يُعد التدريب الدولي وفرص الدراسة في الخارج والعلاقات الوثيقة مع الحكومة وعالم الشركات من السِّمات المميزة للمدارس العليا. 

## خلال وبعد التخرج
الناجحون في الدخول يمضون 4 سنوات أو أكثر في المدرسة يتاقضون أثناءها مرتب قدره 1300 يورو شهريا وفقًا لبيانات عام 2015. وخريجو هذه المدرسة يحاضرون في جامعات فرنسا بيد أن فئة غير قليلة منهم تغريهم الرواتب الضخمة التي تعرضها الشركات الخاصة ويلتحقون بها.

## وصلات خارجية
- الموقع الرسمي